# 1560-е

## Догађаји и трендови
- 1560. — морнарица Отоманског царства је у Бици код Ђербе поразила шпанску флоту.
- 1560. — 7. августа рођена је Ержебет Батори, мађарска грофица и једна од најпознатијих масовних убица и вампириста у историји.
- 1560. — 13. новембра рођен је Томаж Хрен, словеначки бискуп и вођа противреформације, коју је спроводила Католичка црква у Словенији против Лутерана.
- 1560. — 5. децембра умро је Франсоа II од Француске, краљ Француске од јула 1559. до своје смрти децембра 1560.
- 1560. — Шкоти су присиљени са Енглезима склопити Споразум из Единбурга, према којем су се француске трупе дужне повући из Шкотске.
- 1560. — Крижевци су постали седиштем истоимене капетаније у саставу Славонске војне крајине.
- 1560. — Шарл IX је постао краљ Француске.
- 1560. — под мистериозним околностима је умрла Анастасија Романов, услијед чега је Иван Грозни започео владавину терора, јер је сумњао да су је отровали његови бољари.
- 1561. — Швеђани су заузели Талин и на простор данашње Естоније увели протестантизам.
- 1561. — први пут се помиње Иваново у Русији.
- 1561. — шпански краљ Филип II од Шпаније је преместио пријестолницу из Толеда у Мадрид.
- 1562. — француски римокатолици су, под вођством војводе Франсоа од Гизе и уз подршку папе у Васију поклали 1.200 хугенота — француских протестаната, изазвавши вјерски рат који је трајао до 1598. године.
- 1564. — 27. маја умро је Жан Калвин, француски реформатор и теолог.
- 1565. — Витезови хоспиталци су поразили снаге Отоманског царства и разбили турску опсаду Малте.
- 1565. — Португалци, односно Естасио де Са је основао Рио де Жанеиро.
- 1565. — 27. априла умрла је Блажена Озана Которска, римокатоличка доминиканка, визионар и пустињакиња.
- 1565. — Шпанци су основалаи Сент Огастин на Флориди, прво стално насеље Европљана на тлу САД.
- 1565. — султан Сулејман I Величанствени је Мехмеда пашу Соколовића прогасио Великим везиром Порте.
- 1566. — започео је Осамдесетогодишњи рат између Шпаније и Холандије.
- 1566. — Османлије су под вођством султана Сулејмана I Величанственог опсјели утврду Сигет, што је у историографији познато као Битка код Сигета. Завршена је турским освајањем тврђаве.
- 1566. — за вријеме опсаде Сигета је умро турски султан Сулејман I Величанствени.
- 1566. — у неуспјешном пробоју из опкољног Сигета погинуо је хрватски бан Никола Шубић Зрински.
- 1566. — 26. маја рођен је Мехмед III, турски султан.
- 1566. — 19. јуна рођен је Џејмс I Стјуарт, први владар Енглеске из династије Стјуарт, која је заменила изумрлу династију Тјудор.
- 1566. — први пут се помиње насеље са именом Рума.
- 1567. — Дијего де Лозада је под именом Сантијаго де Леон де Каракас основао Каракас.
- 1567. — Мери Стјуарт је затворена по наређењу Елизабете I.
- 1568. — за вријеме владавине Османлија покушана је изградња канала кроз Суецку превлаку.
- 1568. — шпанска експедиција под вођством Алвара де Мендање је дошла до острва Гвадалканал.
- 1568. — Пољска и Литванија су Лубинском унијом званично основале заједничку државу која се звала Државна заједница Пољске и Литваније.

## Наука
- 1561. — 6. јануара рођен је Томас Финке, дански математичар и физичар.
- 1561. — рођен Санторио Санторио, италијански лекар, изумитељ термометра.
- 1563. — рођен Мавро Орбин, дубровачки бенедиктински монах и историчар 16. вијека, који је постао славан захваљујући свом чувеном дјелу IL REGNO DE GLI SLAVI (Краљевство Словена).
- 1564. — 15. фебруара рођен је Галилео Галилеј, италијански астроном, физичар, математичар и филозоф природе, чија су истраживања поставила темеље модерној механици и физици.
- 1564. — априла месеца умро је Пјер Белон, француски природњак.

## Култура
- 1561. — 22. јануара рођен је Франсис Бејкон, енглески филозоф, државник и есејиста. Сматра се претечом емпиризма.
- 1561. — рођен Луис де Гонгора и Арготе, шпански пјесник и драматург Златног вијека и свештеник.
- 1562. — 25. новембра рођен је Феликс Лопе де Вега и Карпио, шпански писац Златног вијека.
- 1562. — 26. децембра умро је Микша Пелегриновић, хрватски пјесник и хварски племић.
- 1564. — 26. априла рођен је Вилијам Шекспир, енглески пјесник и драмски писац, који се, према више различитих извора, сматра за највећег писца на енглеском језику и драматурга свјетског гласа.
- 1564. — рођен Кристофер Марлоу, енглески лирски и драмски пјесник.
- 1565. — рођен Реза Абаси, најпознатији персијски минијатуриста, сликар и калиграф из чувене Исфахан школе, која цвјета у свом периоду под покровитељством шаха Абаса I.
- 1567. — 2. маја умро је Марин Држић, највећи дубровачки ренесансни писац.
- 1569. — 5. септембра умро је Питер Бројгел Старији, фламански сликар, а у сликарском лексикону га сврставају у фламанске/холандске ренесансне сликаре 16. вијека.

### Музика
- 1563. — рођен Џон Дауленд, енглески композитор, лаутиста и пјевач.
- 1563. — 15. маја рођен је Клаудио Монтеверди, италијански композитор, оргуљаш, виолиниста и пјевач из епохе барока.

### Архитектура
- 1560. — на заповест цара Ивана Грозног је саграђен и мушки манастир Успења Пресвете Богородице у коме се чува Тихвинска икона Пресвете Богородице.
- 1564. — 18. фебруара умро је Микеланђело Буонароти, италијански ренесансни вајар, сликар, архитекта и поета, са неупоредивим утјецајем на даљи развој европске умјетности.
- 1566. — Мехмед паша Соколовић је наредио градњу моста на Дрини, који је данас под заштитом UNESCO-а.
- 1566. — довршена је градња Старог моста преко Неретве у Мостару, који је данас под заштитом UNESCO-а.